# Xerox
Xerox Corporation é uma empresa americana baseada em Stamford (Connecticut) que atua no setor de tecnologia da informação e documentação. É mundialmente conhecida como a inventora da fotocopiadora, embora também desenvolva e fabrique outros produtos, como impressoras.

## História
Foi no final dos anos 1906, que uma pequena fábrica de produtos fotográficos de Rochester chamada Haloid, decide aproveitar a invenção feita 10 anos antes por Chester Carlson, a xerografia. O projeto da primeira fotocopiadora, o XeroX Model A, e o sucesso dos modelos seguintes levaram a companhia a trocar seu nome em 1958 para Haloid Xerox, e em 1961, tornando-se simplesmente Xerox. O último X de Xerox foi acrescentado para dar ao nome um aspecto similar ao de outra famosa empresa de Rochester, a Kodak.
O desenvolvimento de Xerox origina-se assim do uso da patente de reprodução xerográfica (ou xerocópia), permitindo a fotocópia de documentos em papel ordinário. Essa patente dava à empresa o direito exclusivo do procedimento durante vinte anos, mas ela se organizou de maneira a sobreviver além desse período.
A Xerox consagrou, por essa razão, muito tempo e dinheiro à diversificação e à inovação, apesar de nem sempre saber como rentabilizar suas aquisições (Scientific Data Systems, transformada em Xerox Data Systems), nem comercializar suas invenções.

### PARC

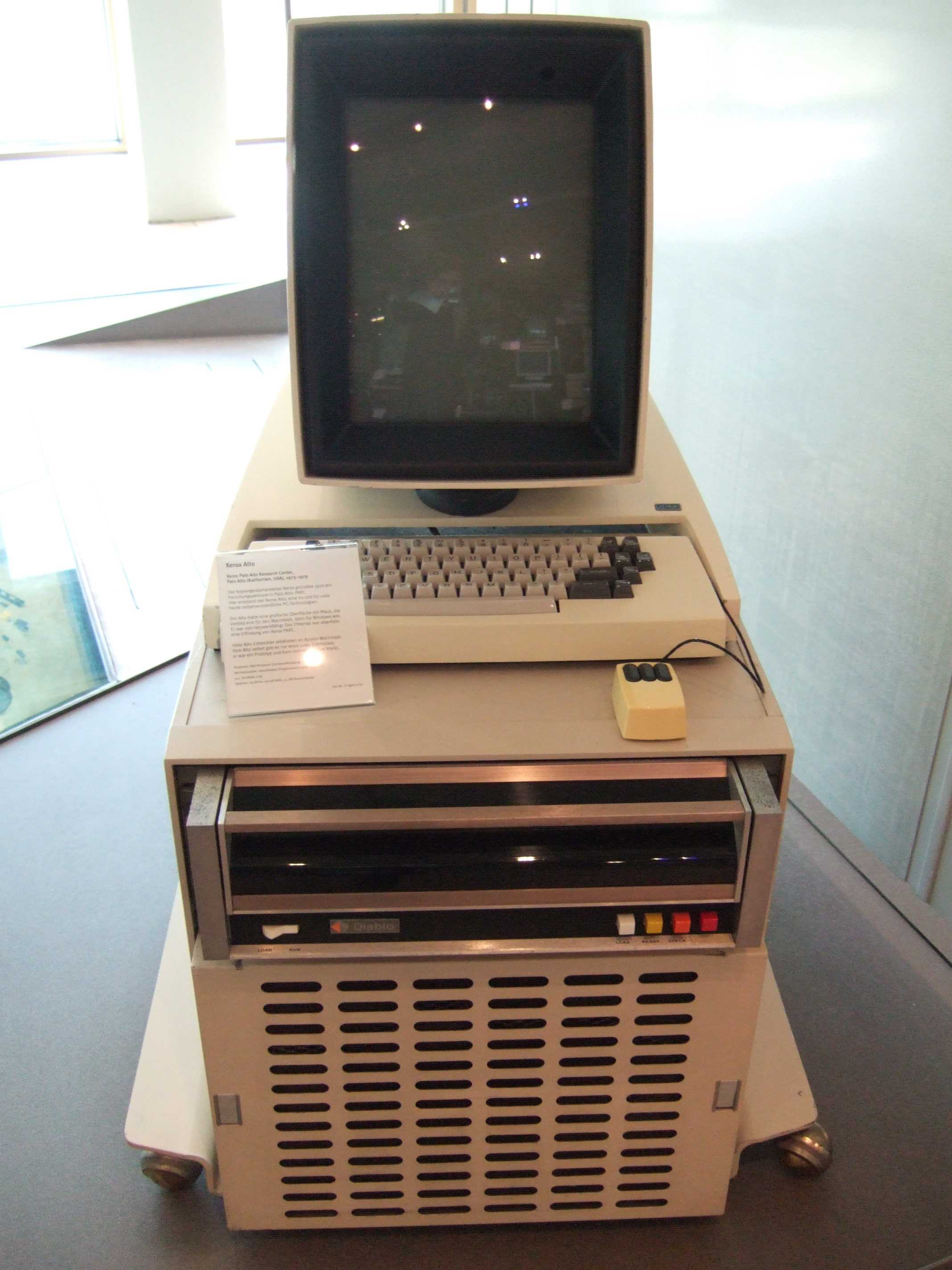
Xerox Alto, computador com interface gráfica desenvolvido pela PARC em 1973.

Na década de 1970, o centro de pesquisas Xerox em Palo Alto - o Xerox PARC (Xerox Palo Alto Research Center) - inventa a interface gráfica moderna, os ícones e o revolucionário mouse. Essas ideias serão aproveitadas em máquinas experimentais como o Alto, e mais tarde comercializadas como o Star. Mas estas máquinas revolucionárias são muito caras e lentas demais com as tecnologias e custos da época.
Alguns anos mais tarde, o sistema é apresentado a Steve Jobs, que viera visitar o laboratório. Jobs fez os engenheiros da Apple Inc. melhorarem o conceito, e eles acabaram projetando um modelo duas vezes mais barato que o Star, batizado Lisa. Depois, em 1984, os engenheiros da Apple dividem os custos pela metade mais uma vez e apresentam o Macintosh, que vem salvar o prestígio da Apple do fracasso comercial do Apple III.
Xerox não ousa atacar a Apple Inc. na justiça por violação de propriedade intelectual, o que não impede a Apple de atacar a Digital Research na justiça, que realizara uma cópia idêntica da interface para o PC: Digital Research é obrigada pela justiça e degradar sua interface até torná-la inutilizável. Alguns anos mais tarde, a Apple faria um processo similar contra a Microsoft pelo Windows 3.0 e, principalmente, Windows 3.1, mas a opinião dos juízes sobre a propriedade das ideias de interface (e não do código que a implementa) mudou consideravelmente, e a Apple não ganharia a causa.

## Atualidade
Em 2008 a empresa contava com 57 100 empregados.
Em junho 2002, a empresa confessou ter manipulado sua contabilidade em US$ 1,9 bilhões, principalmente na América Latina. Essas declarações causaram uma queda importante na bolsa de valores de Nova Iorque, amplificada pelas recomendações de venda da Merrill Lynch.
A imprensa comparou este episódio ocorrido com Xerox com o de duas outras empresas, a Enron, que faliu após manipulações contábeis em parceria com a Arthur Andersen, e WorldCom.
Em 2006 a empresa começa a investir no futebol brasileiro, sendo o patrocinador do uniforme do Cruzeiro pelo período de 1 ano.
Em 31 de janeiro de 2018, a Xerox anunciou que a Fujifilm havia concordado em adquirir uma participação de 50,1% na empresa por US $ 6,1 bilhões, que seria combinada à joint venture existente Fuji Xerox (com um valor de US $ 18 bilhões após a aquisição) . 
Em 1 de maio de 2018, foi anunciado que o presidente Robert Keegan e o CEO Jeff Jacobson e quatro outros diretores renunciaram como parte de um acordo com os investidores Carl Icahn e Darwin Deason, que haviam montado uma disputa por procuração para se opor ao acordo da Fujifilm. Em 4 de maio, a Xerox desistiu do acordo depois que as estipulações sobre cessação de litígios não foram cumpridas. Icahn e Deason responderam com uma carta aberta aos acionistas culpando o conselho e a administração. Em 13 de maio, foi alcançado um novo acordo que cancelou adicionalmente a transação da Fujifilm. 
Em 5 de novembro de 2019, o The Wall Street Journal informou que a Xerox estava pensando em adquirir o fabricante de computadores pessoais HP Inc. 
Em 2021, a Xerox criou empresa de software CareAR Holdings, que une três segmentos da Xerox (CareAr, DocuShare e XMPie). 

## Xerox como verbo e substantivo comum
A marca Xerox ficou tão associada à ideia de fotocópia que é comum o uso da palavra xerox como sinônimo de máquina fotocopiadora ou como verbo significando fazer uma fotocópia, nos Estados Unidos. Também é comum, no Brasil, o uso da palavra xerox ou xérox como sinônimo de máquina fotocopiadora ou de fotocópia, assim como o uso do verbo xerocar como sinônimo de fazer uma fotocópia.

Entretanto, a empresa não endossa o uso da palavra xerox nesses casos. A principal preocupação é que a palavra se torne uma marca genérica, acarretando riscos relativos aos direitos sobre a marca.